# Mikołaj Olszowski

Herb Prus II

Mikołaj Olszowski herbu Prus II (zm. 1713) – kasztelan bydgoski w latach (1710–1713).

## Rodzina
Syn Zygmunta (zm. 1681), rotmistrza królewskiego, podkomorzego wieluńskiego oraz Marianny Działyńskiej. Wnuk Waleriana (zm. 1650), kasztelana spycimierskiego. Poślubił Barbarę Kretkowską (zm. 1722), córkę Ludwika Wawrzyńca i przyrodnią siostrę Zygmunta, kasztelana chełmińskiego.

## Pełnione urzędy
Był łowczym inowrocławskim od 1706 roku. Od 1709 miecznikiem brzeskokujawskim. Sprawował urząd kasztelana bydgoskiego w latach 1710–1713.